# Bülent Ersoy
Bülent Ersoy (nacida el 9 de junio de 1952) es una actriz, celebridad y cantante de Turquía de música clásica otomana. 
Es conocida como una de las cantantes más famosas de este género, con éxitos como  "Geceler" (Noches), "Beddua" (Maldición), "Maazallah" (¡Ni Dios lo quiera!), "Biz Ayrılamayız" (No podemos romper nuestra relación), "Sefam Olsun" (Me la paso bien), "Bir Tanrıyı Bir de Beni Sakın Unutma" (Nunca te olvides de Dios y de mí).

## Biografía

### 1952–1973: Primeros años
Bülent Ersoy nació como Bülent Erkoç el 9 de junio de 1952 en Malatya, Turquía. Bülent se graduó del Conservatorio de Estambul (actualmente la Universidad Mimar Sinan de las Artes) y comenzó su carrera como cantante masculino de música clásica otomana, ganando el primer premio del concurso organizado por Sunar Konser Bürosu-Fikret Torun y en poco tiempo se hizo también actor de cine. Ya convertido en uno de los artistas más conocidos de Turquía, obtuvo notoriedad internacional en 1981, después de someterse a una cirugía de reasignación de género en Londres. Curiosamente, decidió mantener el nombre "Bülent", a pesar de ser un nombre masculino.

### Prohibición y restricciones
Luego de la operación de cambio de sexo, Ersoy se opuso al golpe de Estado en 1980 de Kenan Evren. Entre otras medidas severas de restricción de  "desviaciones sociales," las presentaciones de Ersoy fueron prohibidas junto con aquellas de otros artistas transexuales y transgénero, además del cierre de prostíbulos donde trabajasen mujeres transgénero. Desde el punto de vista de Ersoy, la prohibición no debió aplicarse a ella, ya que técnicamente ya era una mujer real y no solo un hombre travestido. Tratando de esquivar la prohibición, ella pidió ante los tribunales turcos a legalmente reconocer su status como mujer. Su solicitud fue rechazada por los tribunales turcos en enero de 1982. Días más tarde,  intentó suicidarse. En 1983, decidió irse de Turquía en protesta contra el régimen represivo de Evren y continuó su carrera en Alemania. Al final de la década, en 1989, Evren abandonó el gobierno y muchas de sus políticas fueron anuladas.
Mientras Ersoy residió en Alemania, desarrolló su carrera gracias a la enorme comunidad de inmigrantes turcos en el país, actuando incluso en varias películas en turco filmadas en Alemania. Durante ese tiempo, también tuvo una relación con Birol Gürkanlı.

### Identidad y popularidad

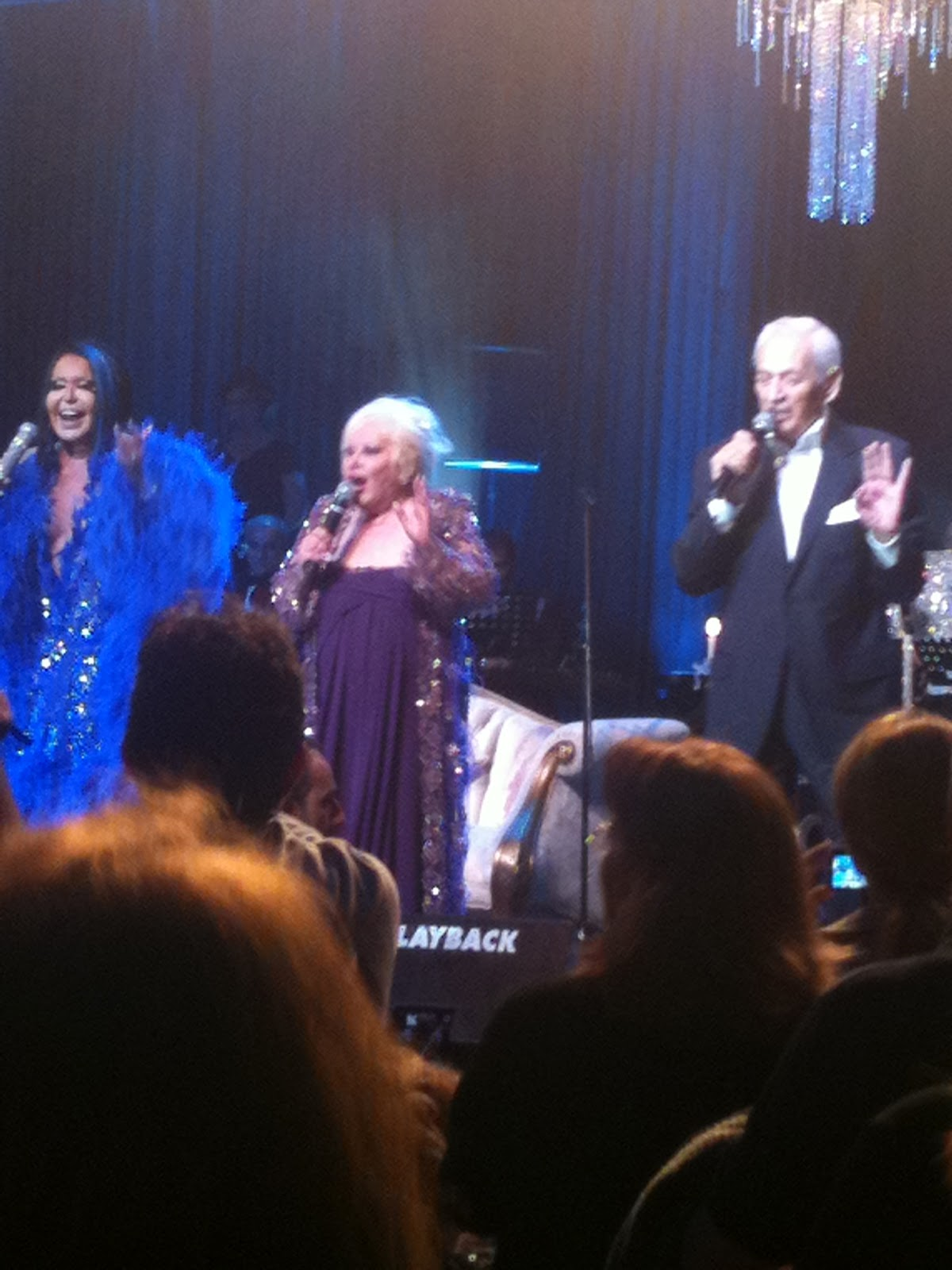
Los artistas de música clásica otomana Bülent Ersoy, Muazzez Abacı y Adnan Şenses.

Finalmente, en 1988, el Código Civil turco fue modificado de manera que quienes habían completado una cirugía de reasignación de sexo podrían solicitar una tarjeta de identidad rosada o azul (rosada para mujeres, azul para hombres) siendo así eran legalmente reconocidos en su nuevo género. Ersoy regresó a Turquía a cantar y actuar, haciéndose mucho más famosa de lo que llegó a ser como varón. El público turco empezó a llamarla "Abla," o "hermana mayor," en señal de respeto a su nuevo género y relevancia en la escena musical turca.
A pesar de su victoria a nivel personal y la aceptación de sus seguidores, Ersoy ha tenido otros momentos controversiales. Los críticos notaron que en una película en la que Ersoy interpreta a una paciente enferma de cáncer, nunca le da un beso a su pareja en el filme, aunque es conocida por tenerle fobia a los gérmenes. En su álbum de 1995, Alaturka,  cantó el adhan como parte de la pieza, 'Aziz İstanbul, lo cual molestó y trajo las críticas de muchos clérigos musulmanes. En 1998,se casó con su compañero, Cem Adler, lo cual trajo ciertas controversias en los medios turcos, no debido a su identidad de género, sino por el hecho que su marido era más de veinte años más joven que ella .
Ersoy sufrió un accidente de tránsito en enero de 1999 mientras conducía con su marido, pero se recuperó poco después gracias a una cirugía. Más tarde ese año,  se divorció de Adler luego de que después que saliera a la luz pública su affair con una chica de compañía. Continuó actuando en muchos espectáculos de televisión y ha servido como jueza en uno los programas más sintonizados de la televisión de Turquía, "Popstar Alaturka".
Ersoy se casó con el concursante de "Popstar Alaturka" Armağun Uzun en julio de 2007, aunque se divorciaron en enero de 2008.
Ersoy fue el centro de una controversia en febrero de 2008, cuando públicamente criticó la incursión de Turquía a guerrilleros kurdos en el norte de Irak y declaró a los medios que de haber sido madre, "no enviaría sus hijos a guerra" . Un fiscal de Estambul inició cargos en su contra por "estimular a los turcos en contra del servicio militar obligatorio", algo que también llevó a juicio al prominente intelectual turco Perihan Mağden recientemente. La Fundación de Derechos Humanos Turca (IHD) se pronunció en defensa de Ersoy defensa. El 19 de diciembre de 2008, Ersoy fue declarada libre de cargos en su contra por un tribunal turco.
Durante una emisión de 'Popstar Alaturka', Bülent Ersoy anunció que estaba por culminar un nuevo álbum, esperando publicarlo a fines de 2010.

### 2011–presente: Aşktan Sabıkalı
A finales de 2010, Ersoy anunció que había escuchado a casi 1.500 propuestas de canciones en los últimos 2 años y encontraba difícil escoger las mejores canciones para su álbum. Su nuevo álbum Aşktan Sabıkalı (Convicta de Amor), salió a la venta el 3 de octubre de 2011, incluyendo una canción escrita por Can Tanrıyar, llamada "Alışmak İstemiyorum" (No me quiero acostumbrar), y un clásico de Orhan Gencebay, "Bir Teselli Ver" (Apóyame).También hay una canción de Gülşen; una cantante de música pop, "Aşktan Sabıkalı". Una adición inesperada al álbum es un dúo cantado con Tarkan, ya que este dueto no había sido anunciado e incluía a los dos cantantes más populares del momento en Turquía.  El 22 de diciembre, Bülent hizo público un vídeo de esta canción, "Bir Ben Bir Allah Biliyor", casi tres meses después de que el sencillo había comenzado a sonar en la radio.
El vídeo de "Bir Ben Bir Allah Biliyor" en YouTube ha superado las 10 millones de visualizaciones.

## Desde 2013
En recientes apariciones en TRT en 2013, Ersoy ha declarado que todavía considera como su estilo musical verdadero la música clásica otomana. En un espectáculo,  declaró su pasión, lealtad y admiración por la música clásica turca, arrepintiéndose en público de haber tomado en los últimos años un estilo más pop-arabesco. De hecho, sus recientes presentaciones en TRT la han mostrado más conservadora, no solo en su elección de repertorio sino también en su vestimenta en el escenario. Ersoy también ha aclarado que sus canciones pop-arabescas eran solo un 'vicio' para ganar unos ingresos fáciles y que la música clásica otomana, bajo la cual recibió su educación iniversitaria es, su verdadera pasión. Esto podría ser visto como una señal de que Ersoy podría producir otro álbum de música clásica turca. A pesar de que su último álbum salió al mercado en 2011, su último álbum donde cantó canciones clásicas y alaturka fue 'Alaturka 2000', después del cual no ha producido material musical alaturka o clásico.
A finales de 2015, Ersoy declaró en una rueda de prensa cómo Orhan Gencebay le había mencionado a ella que ningún cantante prominente había producido Alaturka durante el último par de años. Declaró que se iban a juntar para trabajar en ello. A principios de 2016, Ersoy dijo que había escuchado centenares de canciones y no se sentía satisfecha con las canciones que se le habían presentado, al ser todas en el género Pop/Arabesco. A pesar de que no está claro cuándo finalizará su próxima producción, Ersoy parece estar en vías de regresar de su estado de retiro parcial de la escena musical turca.

## Discografía
- Lüzûm Kalmadı-Neye Yarar Gelişin (1972)
- Ah Tut-i Mucize Guyem (1973)
- Şöhretler (1975)
- Konser 1 (1976)
- Konser 2 (1977)
- Orkide 1 (1978)
- Orkide 2 (1979)
- Beddua (1980)
- Yüz Karası (1981)
- Mahşeri Yaşıyorum (1982)
- Ak Güvercin (1983)
- Düşkünüm Sana (1984)
- Yaşamak İstiyorum (1985)
- Suskun Dünyam (1987)
- Biz Ayrılamayız (1988)
- Anılardan Bir Demet (1988)
- İstiyorum (1989)
- Öptüm (1990)
- Bir Sen, Bir De Ben (1991)
- Ablan Kurban Olsun Sana (1992)
- Sefam Olsun (1993)
- Akıllı Ol (1994)
- Benim Dünya Güzellerim (1996)
- Alaturka 95 (1995)
- Maazallah (1997)
- Alaturka 2000 (2000)
- Canımsın (2002)
- Aşktan Sabıkalı (2011)

## Filmografía
- Sıralardaki Heyecan (1976)
- Ölmeyen Şarkı (1977)
- İşte Bizim Hikayemiz (1978)
- Beddua (1980)
- Yüz Karası (1980)
- Acı Ekmek (1984)
- Asrın Kadını (1985)
- Tövbekar Kadın (1985)
- Benim Gibi Sev (1985)
- Efkarlıyım Abiler (1986)
- Yaşamak İstiyorum 1 (1986)
- Yaşamak İstiyorum 2 (1986)
- Kara Günlerim (1987)
- Biz Ayrılamayız (1988)
- İstiyorum (1989)
- Anılar (1989)